# Понте Тапино (Фрозиноне)
Понте Тапино је насеље у Италији у округу Фрозиноне, региону Лацио.
Према процени из 2011. у насељу је живело 135 становника. Насеље се налази на надморској висини од 296 м.